# Leucojum
Leucojum L., 1753 è un genere di piante spermatofite monocotiledoni appartenenti alla famiglia delle Amarillidacee, dall'aspetto di piccole erbacee perenni con bulbo tunicato, comunemente note come campanelle.

## Etimologia
Il nome del genere (“leucojum”) deriva da due parole greche: “leukòs” = bianco e “ion” = viola. Probabilmente si fa riferimento sia al colore bianco del fiore che alla sua delicata fragranza.

## Descrizione
La forma biologica di questo genere è geofita bulbosa (G bulb): sono piante provviste di bulbo (è l'organo perennante) dal quale, ad ogni nuova stagione, nascono foglie e fiori.
Inoltre la forma di crescita delle piante di questo genere è cespitosa-bulbosa: il bulbo annualmente ingrossandosi forma, alla periferia dello stesso, nuovi bulbilli di rinnovazione disfacendosi naturalmente di quelli vecchi.

### Radici
Le radici sono quasi sempre fascicolate.

### Fusto
- Parte ipogea: la parte interrata del fusto è un bulbo tunicato.
- Parte epigea: la parte aerea del fusto consiste in uno scapo fiorale eretto e fistoloso.

### Foglie
Le foglie, tutte basali,  sono poco numerose. A volte sono strette e lineari, altre si presentano in forma di lacinie filiformi. In alcune specie le foglie sono ben sviluppate al momento della fioritura (L. vernum e L. aestivum), in altre appena pronunciate per poi svilupparsi in seguito a fioritura compiuta.

### Fiori
I fiori sono riuniti in infiorescenze pauciflore ad ombrella . Alcune specie possono avere un unico fiore per fusto. I fiori sono pedicellati (piccolo peduncolo)  e penduli. Caratteristica è la presenza di una     spata univalve che sovrasta l'infiorescenza stessa.
I fiori di questo genere, come frequentemente accade nella classe delle monocotiledoni (liliopsida), non hanno un calice e una corolla distinti, per cui il perianzio prende il nome di perigonio, e i sepali-petali del calice-corolla, si chiamano tepali, inoltre essendo di aspetto più corollino che calicino si chiamano precisamente “tepali petaloidi”.

I fiori sono ermafroditi, attinomorfi, pentaciclici (a 5 verticilli). Il colore dei fiori generalmente è bianco con sfumature al verde chiaro.
- Perigonio: il perigonio si presenta con la forma di una campanella; è diviso in 6 parti: tre interne più corte e tre esterne.  La forma dei tepali può essere oblanceolata  oppure ovale. All'estremità dei tepali è presente una macchia verde chiaro o giallastra.
- Androceo: gli stami sono 6 (tutti eguali) disposti su due verticilli. Gli stami sono epigini (sono inseriti sopra l'ovario), e sono bianchi con antere gialle. Le antere (più lunghe dei filamenti staminali filiformi) sono basifisse, ossia il filamento di sostegno s'inserisce alla loro base. Le sacche polliniche delle antere si aprono per mezzo di fessure longitudinali.
- Gineceo: l'ovario è infero ed è triloculare; lo stilo è ingrossato e clavato (a forma di clava) oppure filiforme.

### Frutti
Il frutto consiste in una capsula loculicida di colore verde e dalla consistenza lievemente carnosa.

## Biologia
Si riproduce per impollinazione anemofila, ma anche entomofila (impollinazione incrociata o allogamia) da parte di diversi insetti, soprattutto imenotteri.

## Distribuzione e habitat
Le specie del genere Leucojum sono proprie della regione mediterranea. Da qui poi, con adattamenti biologici vari, si estendono all'Europa centrale e all'Asia occidentale, sino all'Iran.

## Tassonomia
La classificazione di questo gruppo di piante ha subito alcune modifiche nel corso del tempo. Questo è causato dal fatto che la famiglia delle Amaryllidaceae è strettamente imparentata con quella delle Liliaceae. Infatti secondo il Sistema Cronquist (degli anni '80) queste piante facevano parte di quest'ultima famiglia (e quindi all'ordine delle Liliales): il Sistema Cronquist non contempla una famiglia di nome Amaryllidaceae, nonostante nelle classificazioni ancora più vecchie (vedi Adolf Engler) tale famiglia avesse una sua collocazione ben precisa.

Recenti studi filogenetici (vedi la moderna classificazione APG) hanno dimostrato che le Liliaceae sono un gruppo parafiletico per cui molti generi sono stati attribuiti ad altre famiglie e quindi il genere Leucojum  è rientrato nella famiglia Amaryllidaceae e nell'ordine Asparagales.
Inoltre il genere Leucojum appartiene, secondo il botanico e tassonomista inglese John Hutchinson (1884-1972), alla tribù delle Galantheae.
Il genere comprende attualmente due sole specie:
- Leucojum aestivum L. – campanella maggiore; l'infiorescenza si compone normalmente di 2 – 6 fiori (raramente con un solo fiore); i tepali sono lunghi da 6 a 15 mm; il fusto è bitagliente; questa specie ha inoltre la particolarità di presentarsi con le foglie (del tipo nastriforme) ben sviluppate già al momento della prima fioritura. È presente nell'Italia del nord (comprese le isole Corsica e Sardegna) fino a 300 m s.l.m..
- Leucojum vernum L. – campanella comune; le foglie sono nastriformi e sono copiosamente presenti al momento della fioritura; l'infiorescenza si compone normalmente di un fiore (raramente si trovano piante con 2 fiori); i tepali sono lunghi da 15 a 22 mm. Si trova solo al nord dell'Italia fino a 1200 m s.l.m..

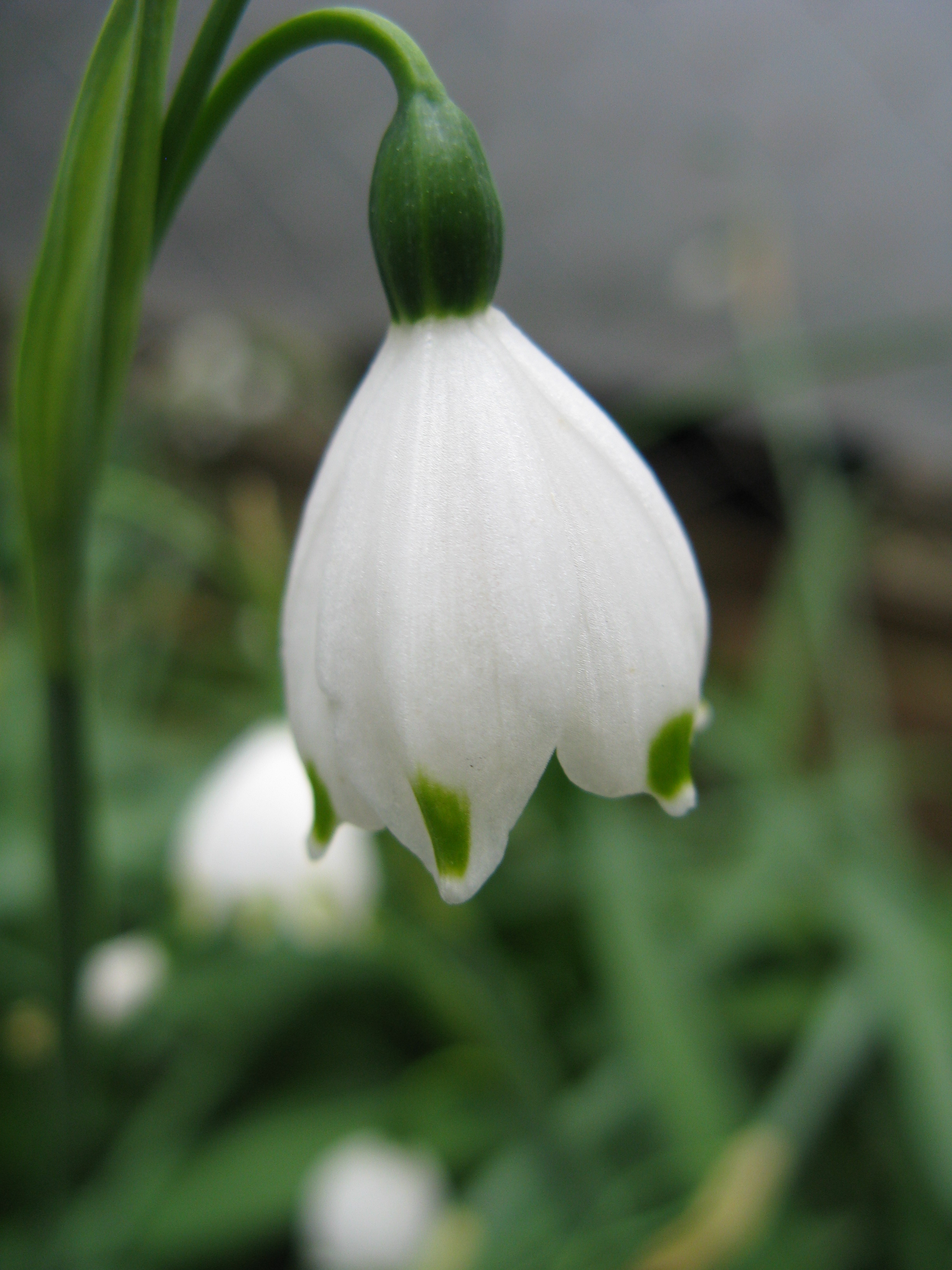
Leucojum aestivum
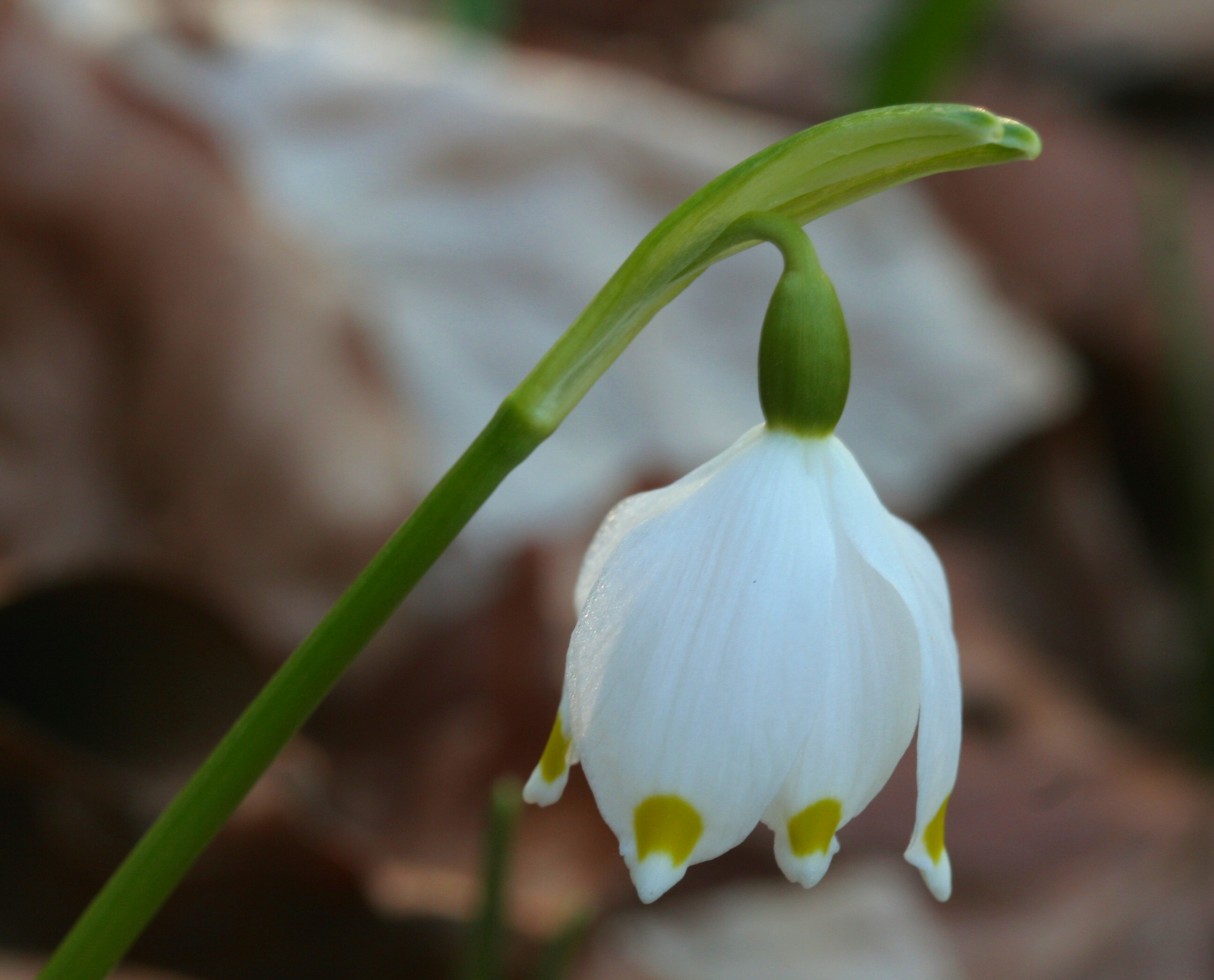
Leucojum vernum
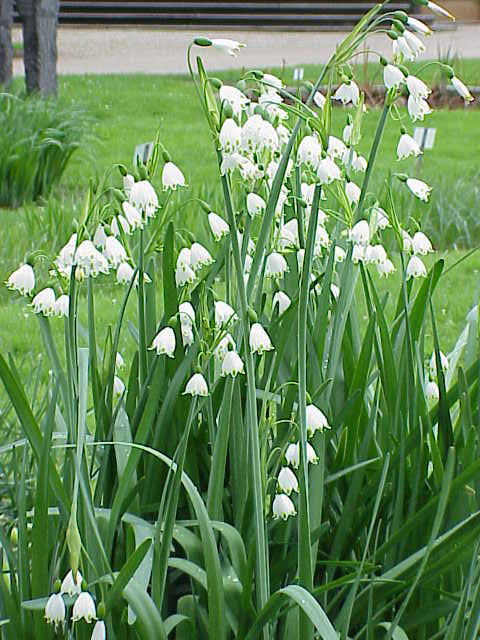
Leucojum aestivum
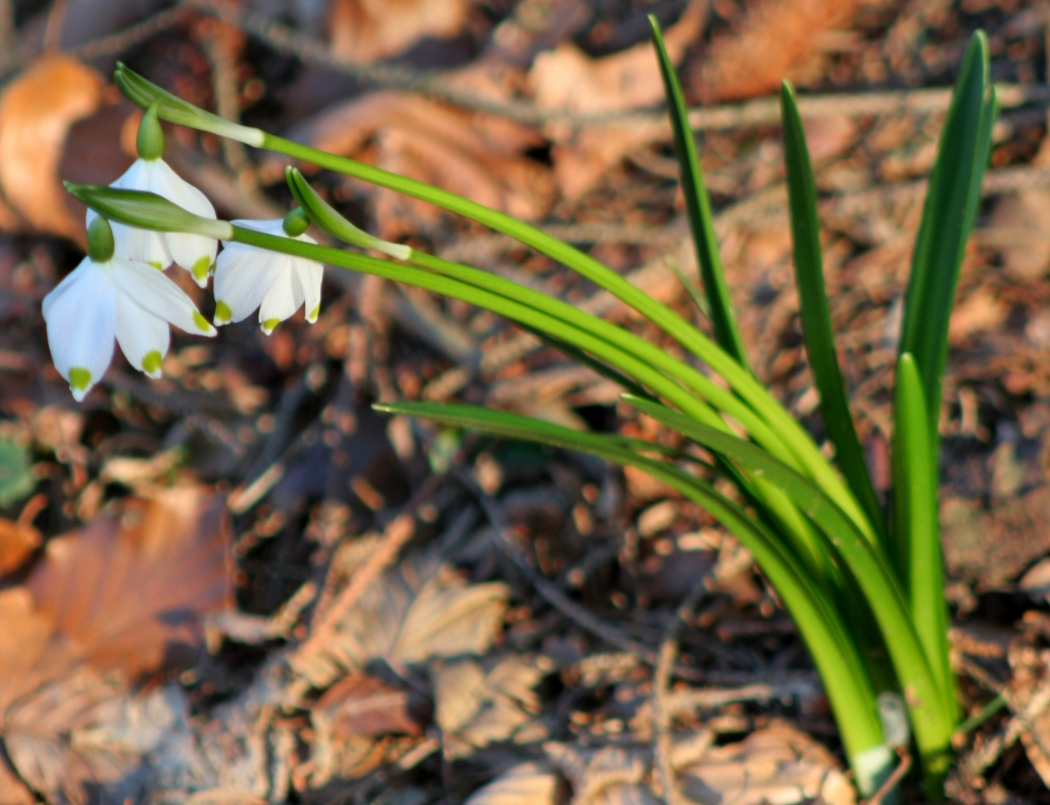
Leucojum vernum

### Sinonimi obsoleti
- Leucojum autumnale L.  = Acis autumnalis (L.) Sweet
- Leucojum capitulatum Lour. = Curculigo capitulata (Lour.) Kuntze
- Leucojum fabrei Quézel & Girerd = Acis fabrei (Quézel & Girerd) Lledó, A.P.Davis & M.B.Crespo
- Leucojum longifolium (J.Gay ex M.Roem.) Gren. = Acis longifolia J.Gay ex M.Roem.
- Leucojum nicaeense Ardoino = Acis nicaeensis (Ardoino) Lledó, A.P.Davis & M.B.Crespo
- Leucojum roseum F.Martin bis = Acis rosea (F.Martin bis) Sweet
- Leucojum tingitanum Baker = Acis tingitana (Baker) Lledó, A.P.Davis & M.B.Crespo
- Leucojum trichophyllum Schousb. Acis trichophylla Sweet ex G.Don
- Leucojum valentinum Pau = Acis valentina (Pau) Lledó, A.P.Davis & M.B.Crespo

## Usi

### Farmacia
Le specie del genere Leucojum sono velenose in quanto contengono (specialmente le radici e le foglie)  gli alcaloidi galantamina  e licorina (possono provocare vomito, capogiri, brividi, ma anche avvelenamento di una certa gravità). È da evitare quindi l'uso domestico sia in cucina che come “farmacia popolare”.

### Giardinaggio
I Leucojum vengono usati nella formazione di giardini rocciosi, di muri fioriti, di bordure e macchie.
Già nel 1596 la specie L. vernum era coltivata nei giardini inglesi. 
L. aestivum tra i giardinieri è più conosciuta come L. pulchellum, che in realtà è una varietà di L. aestivum.
La moltiplicazione avviene per separazione dei bulbilli (a preferenza in autunno).